# General Salipada K. Pendatun
General Salipada K. Pendatun es un municipio filipino de la provincia de Maguindánao. Según el censo de 2000, tiene 22 542 habitantes en 4591 casas.

## Barangayes
General S. K. Pendatun se divide políticamente a 18 barangayes.
| - Badak - Bulod - Damakling - Damalusay - Kaladturan - Kulasi - Lao-lao - Lasangan - Lower Idtig | - Lumabao - Makainis - Midconding - Midpandacan - Paglat - Panosolen - Ramcor - Tonggol - Upper Idtig |

Forma parte de la Alianza de Municipios de Liguasánn del Sur Southern Liguasan Alliance of Municipalities  (SLAM), integrada por los municipios de Datu Paglas, Paglat, General Salipada K. Pendatun, y Sultan sa Barongis, todos de la provincia de Maguindánao.